# Hard Time Romance
Pour plus de détails, voir Fiche technique et Distribution.
Hard Time Romance est un film américain réalisé par John Lee Hancock, sorti en 1991.

## Fiche technique
- Titre français : Hard Time Romance
- Réalisation : John Lee Hancock
- Scénario : John Lee Hancock
- Pays d'origine : États-Unis
- Genre : comédie romantique
- Date de sortie : 1991

## Distribution
- Leon Rippy : Hugh Dean Simpson
- Tom Everett : Elroy
- Mariska Hargitay : Anita
- Bill Allen
- Hanna Hertelendy
- Wendy Phillips
- William Smith